# اونیکولیز
اونیکولیز (به انگلیسی: Onycholysis) به معنی جدا شدن بدون درد ناخن از بستر آن است. جدا شدن ممکن است از کناره‌ها یا انتهای دیستال (دور) شروع شود.
از علت‌هایی که باعث این حالت می‌شوند می‌توان از پسوریازیس (شایع‌ترین سبب)، هیپرتیروئیدیسم، تروما، عفونت کاندیدیایی، سودومونایی، داروها (مثلاً تتراسایکلین که می‌تواند باعث اونیکولیز حساس به نور شود) و آلرژی‌های تماسی نام برد. کارهای منزل در صورتی که بدون دستکش و سنگین باشد، یکی از علت‌های اونیکولیز محسوب می‌شود.
داروهای دیگری که ممکن است باعث اونیکولیز شوند، مینوسیکلین و قرص‌های جلوگیری از بارداری هستند.
بین علت‌های سیستمیک برای اونیکولیز می‌توان به کم خونی و برونشکتازی اشاره نمود. به غیر از پسوریازیس که درگیری شناخته شده‌ای در اونیکولیز دارد، لیکن پلان هم می‌تواند باعث اونیکولیز شود. تا ۵۰ درصد از بیماران مبتلا به پسوریازیس درگیری ناخن دارند. در پسوریازیس ناخن، ممکن است علاوه بر اونیکولیز، نقطه نقطه‌های فرورفته (به انگلیسی: Pitting) و لکه‌های زردرنگ شفاف زیر ناخن (به انگلیسی: Oli drop) دیده شود.
بیماران مبتلا به اونیکولیز باید از نظر هیپرتیروئیدیسم بررسی شوند.

## درمان
درمان عمومی شامل بریدن بخش جداشده از بستر ناخن و خشک نگاه داشتن سطح زیر ناخن است. می‌توان از داروهای موضعی مثل تنتور ضدقارچ مایع که حاوی میکونازول است یا فلوکونازول خوراکی استفاده نمود. با توجه به اینکه بدنبال اونیکولیز فراوانی عفونت‌های ثانویه زیادتر می‌شود، تمیز نگاه داشتن ناخن قسمت مهمی از درمان است. غالباً در درمان از کورتیکواستروئیدهای موضعی استفاده می‌شود.

## پی‌نوشت
1. ↑  Freedberg (2003). Fitzpatrick's Dermatology in General Medicine (6th ed.). McGraw-Hill. p. 660. ISBN 0-07-138076-0. {{cite book}}: Unknown parameter |coauthors= ignored (|author= suggested) (help)
2. 1 2 3 4  Sharquie, IK (2005 Sep). "Housewife onycholysis". Saudi medical journal. 26 (9): 1439–41. PMID 16155665. {{cite journal}}: |access-date= requires |url= (help); Check date values in: |date= (help); Unknown parameter |coauthors= ignored (|author= suggested) (help)
3. ↑  Nakatsui, T (1998 Jul). "Onycholysis and thyroid disease: report of three cases". Journal of cutaneous medicine and surgery. 3 (1): 40–2. PMID 9677259. {{cite journal}}: |access-date= requires |url= (help); Check date values in: |date= (help); Unknown parameter |coauthors= ignored (|author= suggested) (help)
4. ↑  دکتر امیرهوشنگ احسانی (۹ دی ۱۳۹۱). «دلیل و درمان جدایی ناخن ازبستر» (PDF). نشریه سلامت. بایگانی‌شده از اصلی (PDF) در ۱۹ اکتبر ۲۰۱۳. دریافت‌شده در ۲۶ مهر ۱۳۹۲. کاراکتر line feed character در |عنوان= در موقعیت 13 (کمک)